# Enchelycore ramosa
 Enchelycore ramosa és una espècie de peix de la família dels murènids i de l'ordre dels anguil·liformes.

## Morfologia
Els mascles poden assolir els 150 cm de longitud total.

## Distribució geogràfica
Es troba des del sud-est d'Austràlia i Nova Zelanda fins a l'Illa de Pasqua.